# Routage courrier
 (mai 2014).
Le routage courrier est le conditionnement et l'envoi en masse de journaux ou courriers administratifs et publicitaires. 

## Description
Utilisée à des fins administratives ou commerciales, cette activité est souvent confiée par les entreprises à ce que l'on appelle des routeurs ou sociétés de routage, qui s'occuperont donc de : 
- Traiter les fichiers (remise aux normes postales)
- Imprimer et/ou personnaliser des documents (exemple : courrier d'accompagnement personnalisé grâce au fichier d'adresses fourni par l'annonceur)
- Plier les documents
- Mettre ces derniers sous enveloppes ou sous film
- Adresser les plis
- Affranchir les courriers
- Déposer les plis chez l'opérateur postal
- Traiter les plis non distribués

Il existe trois grands types de routage :  
- l'éditique (traitement de factures, fiches de paie...),
- le routage en marketing direct (courriers et brochures publicitaires, coupons réponses...),
- le routage de presse (journaux et magazines).

## Histoire
Peu connu du grand public, le secteur du routage est né dans les années 1970. À la suite d'un accroissement massif des envois de courriers émanant des entreprises, les opérateurs postaux n'avaient plus la capacité de gérer la totalité des flux. Les routeurs de courriers ont donc fait leur apparition. D'autant plus que de nombreuses sociétés industrielles et de services souhaitaient à cette époque se concentrer davantage sur leur métier, sous-traitant alors certaines activités de gestion.  

## Relations avec La Poste
Aujourd'hui, les activités de routage sont très contrôlées et doivent respecter des normes imposées par La Poste. Ces normes concernent : le contenu des plis (en fonction du type de communication, la Poste n'applique pas le même tarif), l'adressage, l'affranchissement des courriers. Les prestations d'affranchissement sont essentiellement proposées par l'opérateur postal français, qui propose une offre pour les entreprises particulièrement compliquée. 

## L'arrivée des nouvelles technologies
Depuis le milieu des années 2000, les investissements en routage courrier ont considérablement diminué au profit des nouveaux moyens de télécommunication, comme l'e-mailing ou le SMS. En effet, ces canaux high-tech permettent aujourd'hui de diffuser des messages rapidement et à moindre frais. Cependant, le courrier papier possède des atouts indéniables : 
- Taux de retour élevé pour les opérations de marketing direct
- Permet facilement de valoriser une image ou une entreprise
- Permet de toucher les personnes non équipées d'Internet.

Le routage presse et de gestion tendent peu à peu à disparaître à cause de la dématérialisation des documents papiers. Tandis que le routage de marketing direct, malgré tout en crise, profite de l'approche multi-canal des entreprises (toucher les clients et prospects par plusieurs canaux de communication différents). De plus, nous voyons apparaître des opérations marketing moins volumineuses qui cependant deviennent plus ciblées et qui nécessitent plus de valeur ajoutée dans leur impression et leur routage. 

## Processus
Cette chaîne représente les étapes classiques et nécessaires pour le déroulement d'une opération de routage:

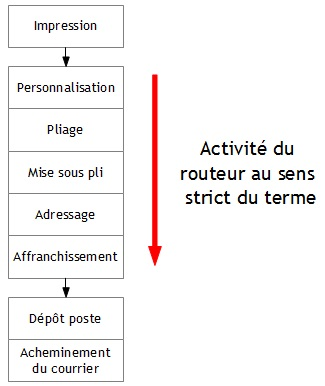
Chaîne classique d'une opération de routage